# Křečkov
Křečkov är en ort i Tjeckien.   Den ligger i regionen Mellersta Böhmen, i den centrala delen av landet, 50 km öster om huvudstaden Prag. Křečkov ligger 187 meter över havet och antalet invånare är 334.
Terrängen runt Křečkov är platt.Runt Křečkov är det tätbefolkat, med 297 invånare per kvadratkilometer. Närmaste större samhälle är Poděbrady, 4,2 km söder om Křečkov. Trakten runt Křečkov består till största delen av jordbruksmark.